# Диадемы и тиары Дома Романовых
Под драгоценностями Дома Романовых обычно подразумеваются украшения и драгоценности, созданные по заказу представителей императорского дома. Большинство известных диадем и тиар Романовых были изготовлены в XIX — начале XX века русскими придворными ювелирами (Братья Дюваль, К.Э. Болин и К. Фаберже) для императриц или великих княжон. После Революции 1917 года большинство этих изделий были проданы или вывезены за границу и сегодня либо считаются утраченными, либо находятся во владении европейских монархических семей, либо в частных коллекциях. Единственная оставшаяся в России диадема — бриллиантовый венец-кокошник Марии Федоровны с розовым бриллиантом — хранится в настоящее время в Алмазном фонде.

## История

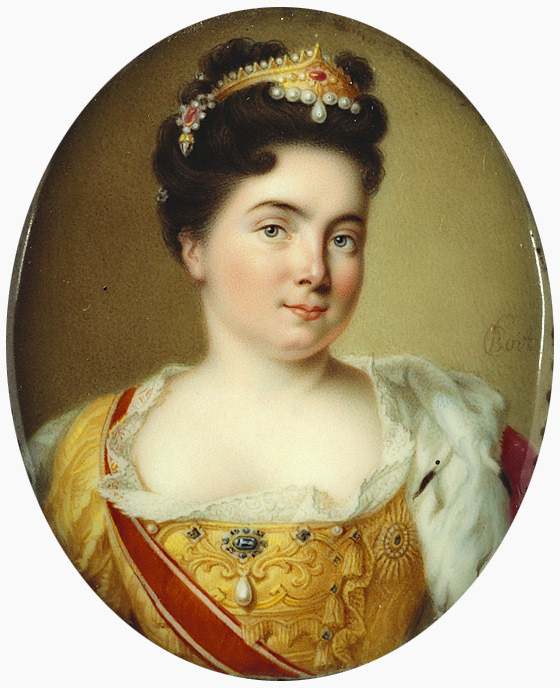
Портрет императрицы Екатерины I, 1717

Диадема и ее разновидность — тиара — как специфическое женское парадное украшение вошли в моду в 1790-е годы, в эпоху ампира, и оставались вплоть до Первой мировой войны. На женских портретах XVII—XVIII веков также можно встретить небольшие незамкнутые головные украшения, напоминающие тиары, крепящиеся к высоким прическам, однако они имели иной вид, нежели диадемы XIX века, и иной порядок ношения. 
Расцвет именно классических диадем, когда это украшение становится практически обязательном в высшем свете и на любом официальном мероприятии, наступает в первые десятилетия XIX века. Ампирная мода стремилась подражать античности, но на собственный лад. Диадемы первой трети XIX века по форме имели мало общего с золотыми диадемами-венцами Древней Греции и Рима, но включали в себя античные мотивы, такие как: греческий узор меандр, колосья, виноградные лозы, лавровые листья и так далее. Во многих украшениях вместо бриллиантов использовались более свойственные древности материалы: коралл, бирюза, сердолик, резные геммы и камеи. 

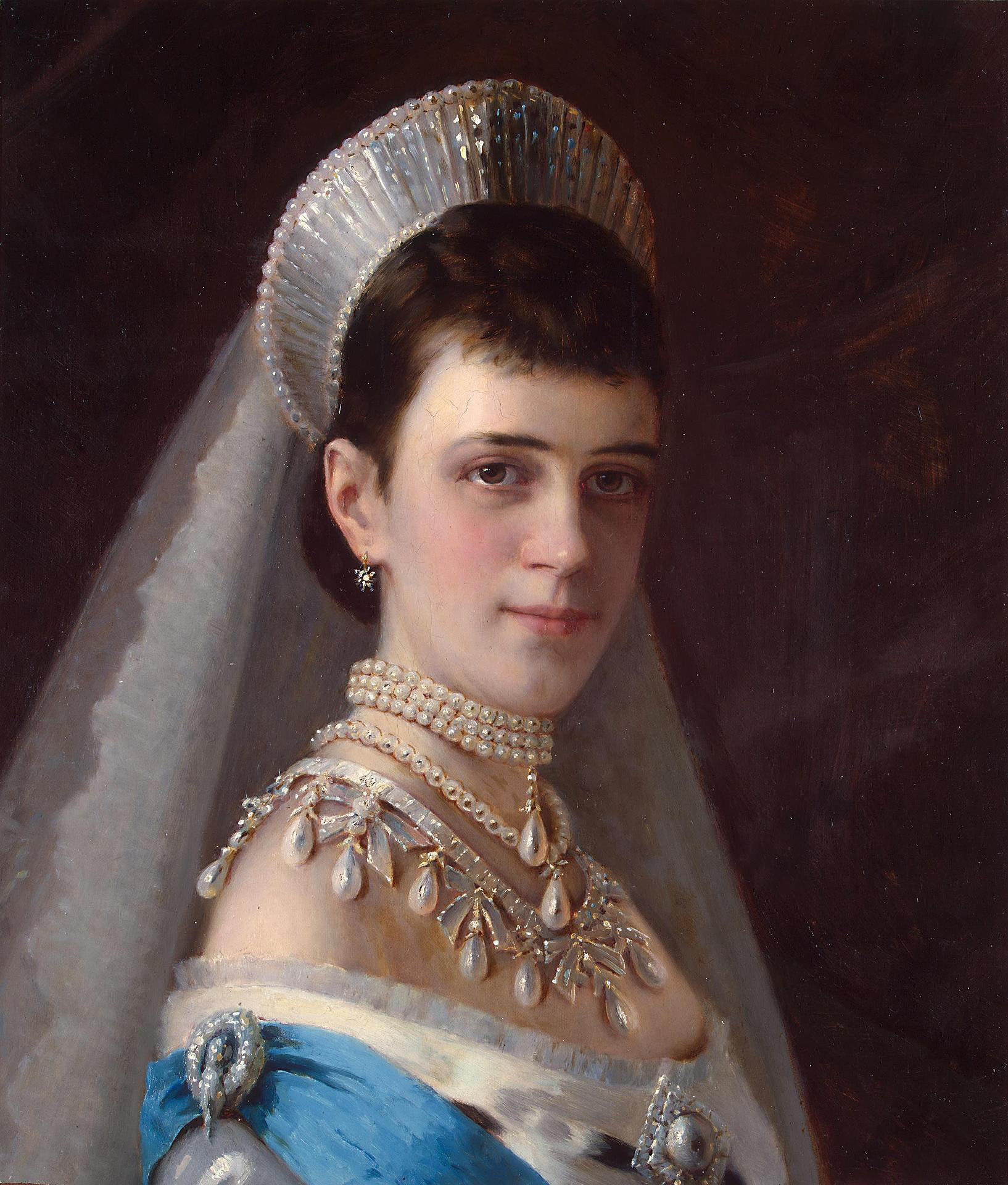
Портрет императрицы Марии Федоровны в парадном платье и русской тиаре

Аристократия в России, помимо общеевропейских модный тенденций, ориентировалась и на традиционную русскую культуру; при императорском дворе со времен Екатерины II дамы периодически носили русское платье, дополняемое традиционным кокошником. В 1834 году по указу императора Николая I «платье на русский манер» становится официальным и обязательным при дворе, а качестве головного убора придворные дамы обязаны были носить кокошники с вуалью или же ювелирные украшения, напоминающие их по форме. Большинство диадем Романовых, изготовленные в первой половине XIX века, имеют форму кокошника или хотя бы отдаленно напоминают его. Диадемы в виде множества бриллиантовых лучей, которые часто можно видеть на портретах российских императриц, на западе называли tiare russe — «русская тиара».
Многие ювелирные тенденции, господствовавшие на западе, мало отражались на ювелирном искусстве Российской империи — например, крайне мало представлены неоготический стиль, популярный во второй половине XIX века, и модерн, вошедший в моду на рубеже XIX — XX веков. 
Типичным для крупных ювелирных украшений второй половины XIX века, в том числе и русских, была предусмотренная при создании возможность разбирать их на несколько украшений, или носить в разных качествах (например, диадема-трансформер, превращающаяся в колье), или заменять отдельные детали. Это негативно повлияло на сохранность подобных составных украшений — предполагается, что многие исторические драгоценности, в том числе диадемы Романовых, были разобраны и проданы по частям.

## Список известных диадем и тиар
| Изображение                          | Название                      | Описание |
| ------------------------------------ | ----------------------------- | --- |
| Императрица Мария Федоровна          | Диадема с розовым бриллиантом | Бриллиантовая диадема в форме кокошника, вероятно, начало XIX века. Принадлежала императрице Марии Федоровне, супруге императора Павла I. Диадема имеет характерную для стиля ампир форму треугольника, образованного бриллиантами разных форм, огранок и размеров. Бриолеты, удлиненные камни в форме слезы, закреплены подвижно, таким образом, чтобы дрожать и мерцать, когда владелица поворачивает голову. Центральный камень композиции — редчайший по цвету нежно-розовый бриллиант в 13,35 карата (упоминается как «красный бриллиант»). Во второй половине XIX века диадема была частью «венчального набора» невест императорского дома и надевалась вместе с императорской венчальной короной. В настоящее время хранится в Алмазном фонде.                                                            |
|                                      | Диадема с колосьями           | Бриллиантовая диадема, изготовленная в форме колосьев и лавровых листьев в стиле, характерном для рубежа XVIII — XIX века. Была изготовлена для вдовствующей императрицы Марии Федоровны мастерской братьев Дюваль. В центре диадема украшена лейкосапфиром (бесцветный сапфир, похожий на бриллиант). После смерти Марии Федоровны, согласно ее завещанию, диадема была причислена к числу коронных драгоценностей. После революции большевистская комиссия решила, что диадема не представляет собой ни исторической, ни художественной ценности и ее выставили на торги. Продана на лондонском аукционе «Кристи» в 1927 году. В настоящее время владелец неизвестен. В 1980 году ювелиры Гохрана В. Николаев и Г. Алексахин создали ее копию под названием «Русское поле», которая хранится в Алмазном фонде. |
|                                      | Большая сапфировая диадема    | Диадема в стиле ампира и классицизма, вероятно, конец XVIII века. Как и диадема с колосьями того же периода, сапфировая диадема имеет орнамент в виде лавровых листьев. Украшена пятью сапфирами, одним крупным бриллиантом над центральным сапфиром и россыпью более мелких. Предположительно, работа братьев Дюваль, так как известна похожая по стилю диадема их авторства, доставшаяся королеве Нидерландов Софии Вюртембергской от матери, Екатерины Павловны. Сапфировая диадема, вероятно, была частью приданого Александры Павловны, выданной замуж в 1799 году и скончавшейся годом позже. После смерти владелицы сапфировая диадема вернулась в Россию. Судьба диадемы после 1922 года неизвестна; наиболее вероятно, она была продана.                                                                |
|                                      | Большая бриллиантовая диадема | Диадема в т.н. стиле «Lovers knot», мода на которые началась со второй четверти XIX века. Изготовлена для императрицы Александры, жены Николая I, вероятно, в начале 1830-х годов. Предположительный автор — Готтлиб Эрнст Ян. Диадема изготовлена из бриллиантов и 113 жемчужин разных форм и размеров. По стилю напоминает более позднюю диадему Русская красавица, также изготовленную для императрицы Александры. Большую бриллиантовую диадему надевала жена Николая II, императрица Александра Федоровна, на церемонию открытия I-й Государственной Думы. Ее также можно видеть на нескольких портретах и фотографиях Александры Федоровны. Судьба диадемы после 1922 года неизвестна, вероятно, она была продана целиком или по частям.                                                                   |
| Мария Павловна Мекленбург-Шверинская | Сапфировая тиара Романовых    | Тиара в форме кокошника, украшенная бриллиантами и крупными сапфирами, была подарена императором Николаем I своей супруге Александре Федоровне в честь их восшествия на престол в 1825 году. Тиара носилась в комплекте с брошью со съемными подвесками. После смерти первой владелицы украшение перешло к Марии Павловне, жене великого князя Владимира Александровича. После революции 1917 года княгине удалось тайно вывезти свои драгоценности во Францию, однако позже сапфировую тиару пришлось продать. В настоящее время владелец неизвестен. |
|                                      | Русская красавица             | Диадема в форме кокошника была заказана императором Николаем I для своей жены Александры Федоровны в 1841 году. Изготовлена ювелиром Карлом Эдуардом Болиным из платины, бриллиантов и крупных каплевидных жемчужин. После революции продана на запад, в настоящее время в частном владении. В 1987 году ювелиры Гохрана создали почти точную копию утраченной диадемы, которая ныне выставляется в Алмазном фонде |
| Мария Павловна Мекленбург-Шверинская | Владимирская тиара            | Владимирская тиара (по имени заказчика) была изготовлена в 1874 году фирмой Болина для Марии Павловны, жены великого князя Владимира Александровича. Бриллиантовая тиара состоит из 15-ти перекрывающихся бриллиантовых колец, в центре каждого расположена подвеска из крупной каплевидной жемчужины. В 1921 году тиара была продана королеве Великобритании Марии Текской. При королеве Марии Текской в 1924 году тиара была доработана ювелирами фирмы «Garrard & Сo» — жемчужины были сделаны съемными, теперь их можно менять на висячие каплевидные изумруды — т. н. «Кембриджские камни». В настоящее время тиарой владеет королева Елизавета II. |
|                                      | Диадема Марии Федоровны       | Жемчужная диадема из парюры, созданной для императрицы Марии Федоровны, жены Александра III, в 1880-е годы. В парюру, помимо диадемы, входили также: браслет с сапфиром весом в 20 карат, бриллиантовое ожерелье с каплевидными жемчужинами и две броши с жемчужинами и бриллиантами. |
|                                      | Диадема Кехли                 | Диадема из сапфировой парюры, изготовленной ювелирной фирмой Кехли в 1894 году. Украшена бриллиантами и сапфирами. Диадема выполнена в стиле эклектики и сочетает в себе переплетающиеся линии, васильки и геральдические лилии. Принадлежала Александре Федоровне. |
|                                      | Диадема с изумрудами          | Диадема в составе бриллиантово-изумрудной парюры была изготовлена для императрицы Александры Федоровны в 1900 году. Автор — ювелир Шверин из фирмы Болина. Диадема состоит из чередующихся усыпанных бриллиантами арок и бантов, отсылающих к стилю рококо. Золото, серебро, бриллианты южноафриканского происхождения; крупные изумруды-кабошоны. Элементы были съемными и заменяемыми. Центральный изумруд, украшающий венец, имел конусообразную коронку и массу около 23 карат. |